# Неоптолем
 Тази статия е за персонажа от древногръцката митология.  За понтийския генерал вижте Неоптолем (Понт).  
Неоптолем, наричан още и Пир (на гръцки: Νεοπτόλεμος, Neoptolemos, Pyrrhos) е син на Ахил и Дейдамея.
За да избегне участие във войната, където му е предсказано, че ще загине, Ахил се преоблича като жена и отива в двора на дядо му цар Ликомед, царя на Скирос. Там той има връзка с неговата дъщеря – принцеса Дейдамея. От тази връзка се ражда Неоптолем. Неоптолем се нарича и Пир, защото женският вариант на това име – Пира, било името на Ахил, докато се преструвал на жена.
Неоптолем е участник в Троянската война. По съвет на прорицателя Хелен гърците го вземат след смъртта на Ахил в Троя. Той помага на Одисей да убеди Филоктет да участва отново във войната.
За разлика от баща си, който бил свиреп, но благороден, Неоптолем бил свиреп и жесток. След края на войната Неоптолем убил царя на Троя Приам, Поликсена, Еврипил и Астианакс.
След връщането си в родината, той се оженил за обещаната му по-рано Хермиона, дъщерята на Менелай. Според други предания (Вергилий) при подялбата на пленниците Неоптолем получил Андромаха, вдовицата на Хектор. На сън му се явява духът на убития му баща и поискал да бъде принесена жертва. Избрали Поликсена, дъщерята на Приам, която не се съгласила с жертвоприношението си и се самоубила на гроба на Ахил. Боговете изпратили на гърците въпреки това добър пътен вятър.
Той отива с Андромаха, Хелен и Феникс в Епир. Загубвайки по време на войната бащиното си царство, той започнал да управлява Епир. По други той отива във Фтия, в Тесалия и управлява след баща си. С Андромаха има син Молос, основател на молосите. Според други син му се казва Амфхиал, според други той има с нея три сина – Молос, Пиел и Пергам.
Той отвлича Ланаса (правнучка на Херакъл) от храма на Зевс в Додона, с която има осем деца, които дълго време са владетели на Епир. Олимпия, майката на Александър Велики, e също негова дъщеря.
Бракът на Неоптолем с Хермиона обяснява враждебното отношение на Неоптолем към Орест, на когото тя също била обещана. Скоро след сватбата си той бил убит от Орест. Според други варианти е убит в делфийския храм на Аполон от жреците. По този начин те получили възмездие да нечестната постъпка на Неоптолем, който при превземането на Троя, убива Приам в олтара на Зевс. След смъртта си Неоптолем бил почитан като герой и ежегодно му принасяли жертви.
В края на улицата на Делфийския оракул Неоптолем имал малко светилище, Теменос, където се намирал неговият гроб.

## Неоптолем от Парион
- Неоптолем от Парион е древногръцки писател живял през III в. пр.н.е. Той е автор на неоцелялото древногръцко произведение „За поезията“ (Peri poietikes), на което се опирал Хораций в своето „Поетическо изкуство“.